# Anopheles aruni
Anopheles aruni este o specie de țânțari din genul Anopheles, descrisă de Sobti în anul 1968. Conform Catalogue of Life specia Anopheles aruni nu are subspecii cunoscute.